# 宮城県立船岡支援学校
宮城県立船岡支援学校（みやぎけんりつ ふなおかしえんがっこう）は、宮城県柴田郡柴田町船岡南二丁目にある公立特別支援学校。肢体不自由を主たる教育領域とする。

## 概要
肢体不自由を教育領域とするが、肢体不自由対象の特別支援学校としては、児童福祉法に基づく医療型障害児入所施設が併設されていない、稀有なケースの学校の一つである。ただし、寄宿舎は設置されている。

## 設置課程
- 小学部
  - I類型 - 教科を主とした教育課程
  - II類型 - 領域・教科を合わせた指導(いわゆる生活単元学習)を主とした教育課程
  - III類型 - 自立活動を主とした教育課程
- 中学部
  - I類型
  - II類型
  - III類型
- 高等部
  - I類型
  - II類型
  - III類型

## 沿革
- 1967年（昭和42年） - 宮城県立船岡養護学校として開校。
- 1968年（昭和43年） - 宮城県整肢拓桃園（後の宮城県拓桃医療療育センター）[1]・宮城県整肢不忘学園[2]に分校を併設、開校[3]。
- 1970年（昭和45年） - 高等部設置。
- 1972年（昭和47年） - 拓桃園分校が独立し、宮城県立拓桃養護学校となる。
- 1977年（昭和52年） - 小学部の訪問教育開始。
- 1987年（昭和62年） - 不忘学園分校を廃止。
- 1999年（平成11年） - 高等部の訪問教育開始。
- 2009年（平成21年） - 現在の宮城県立船岡支援学校に改称。

## アクセス
- JR東北本線船岡駅より徒歩20分程度
- 仙台大学に隣接